# Lepcha-Schrift

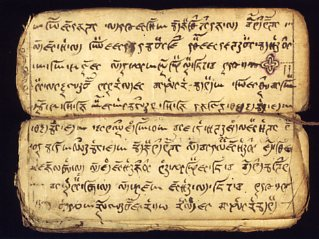
Ein Manuskript in Lepcha-Schrift

Die Lepcha-Schrift ist eine Abugida, die vom Volk der Lepcha zur Schreibung ihrer Sprache verwendet wird.
Die Lepcha-Schrift wurde nach einer Legende von einem sikkimischem König im 17. Jahrhundert entworfen. Sie ist ein direkter Abkömmling der tibetischen Schrift und wurde zunächst, nach dem Vorbild der chinesischen Schrift, vertikal von oben nach unten geschrieben. Später wechselte man auf horizontale Schreibrichtung – dabei wurden die Buchstaben mit der Schreibrichtung gedreht, wodurch das heutige Schriftbild entstand.
Diese Drehung sorgt für einige unter den indischen Schriften eher unübliche Eigenschaften. So werden Konsonanten am Ende einer Silbe nicht mit einem Virama, sondern stattdessen mit speziellen Diakritika gekennzeichnet, die über dem vorhergehenden Konsonanten platziert werden. Eine Ausnahme stellt dabei das Zeichen für ein ng am Ende einer Silbe dar. Dieses stammt etymologisch vom Chandrabindu ab und wird vor dem vorhergehenden Konsonanten sowie vor dem vorhergehenden Vokal geschrieben. Die Silbe king würde also als ngik geschrieben werden.